# Parafia Trójcy Świętej w Borowiu
Parafia Świętej Trójcy w Borowiu – parafia rzymskokatolicka w Borowiu.
Parafia erygowana w 1547 roku. Obecny kościół parafialny murowany, wybudowany w latach 1985-1991, staraniem ks. Jana Borkowskiego w stylu współczesnym.
Terytorium parafii obejmuje miejscowości: Borowie, Brzuskowola, Chromin, Filipówka, Gościewicz, Jaźwiny, Kamionka, Łopacianka, Nowa Brzuza, Słup Pierwszy, Stara Brzuza.